# Gurania acuminata
Gurania acuminata är en gurkväxtart som beskrevs av Célestin Alfred Cogniaux. Gurania acuminata ingår i släktet Gurania och familjen gurkväxter. Inga underarter finns listade i Catalogue of Life.